# Lepthyphantes ruwenzori
Lepthyphantes ruwenzori este o specie de păianjeni din genul Lepthyphantes, familia Linyphiidae, descrisă de Jocqué, 1985. Conform Catalogue of Life specia Lepthyphantes ruwenzori nu are subspecii cunoscute.